# پریا ری
پریا ری (به انگلیسی: Priya Rai).

## زندگی‌نامه
پریا رای در سن دو سالگی از دهلی نو به ایالات متحده آمریکا مهاجرت کرد. رای در حومه شهر مینیاپولیس بزرگ شد. وی در دانشگاه ایالتی آریزونا به تحصیل پرداخت. پریا کار خود را به عنوان مدل مد و لباس شنا آغاز کرد. وی پیش از وارد شدن به صنعت پورنوگرافی برای ۱۲ سال تن‌نشان بود.

## جایزه‌ها
- ۲۰۰۹ جایزه ای‌وی‌ان برای بهترین صحنه سکس گروهی همه-دختر (هلهله‌چی‌ها).